# 丸千代山岡家
株式会社丸千代山岡家（まるちよやまおかや、英: Maruchiyo Yamaokaya Corporation）は北海道札幌市東区に本社を置く、ラーメンチェーン店「ラーメン山岡家」を運営する企業。
他にはコメダ珈琲店のフランチャイジーとして店舗運営を行っており、2013年（平成25年）8月までは札幌市内で大阪王将のフランチャイズ展開も行っていた。

## 沿革
- 1980年（昭和55年）2月 - 東京都江戸川区に有限会社丸千代商事を設立。弁当のフランチャイズ店を展開。
- 1983年（昭和58年）4月 - 株式会社に改組。
- 1988年（昭和63年）9月 - ラーメン山岡家1号店を茨城県牛久市に開店。
- 1992年（平成4年）5月 - 北海道札幌市に進出、すすきのに北海道1号店を開店。
- 1993年（平成5年）3月 - 北海道札幌市に株式会社山岡家を設立。丸千代商事からすすきの店、南2条店を譲り受けて営業を開始する。
- 2002年（平成14年）2月 - 株式会社山岡家が株式会社丸千代商事を吸収合併し、株式会社丸千代山岡家に商号変更。
- 2006年（平成18年）2月 - ジャスダック証券取引所に上場。
- 2010年（平成22年）
  - 4月 - ジャスダック証券取引所と大阪証券取引所の合併に伴い、大阪証券取引所（JASDAQ市場）に株式を上場。
  - 9月 - 大阪王将を運営するイートアンドとエリアフランチャイズ契約を締結[4]。
- 2012年（平成24年）7月 - コメダ珈琲店を運営するコメダ株式会社とフランチャイズ契約を締結[5]。10月に茨城県つくば市に出店[6]。
- 2013年（平成25年）
  - 7月 - 東京証券取引所と大阪証券取引所の市場統合に伴い、東京証券取引所JASDAQ（スタンダード）に上場。
  - 8月 - イートアンドとのエリアフランチャイズ契約を解消[7]。
- 2022年（令和4年）4月 - 東京証券取引所の市場再編に伴い、東京証券取引所スタンダード市場に移行。

## 店舗
店舗数は2023年3月末時点で177店舗。うちラーメン山岡家168（北海道49、本州119）、その他9となっている。全店舗が直営店。
市街中心部を避け、ロードサイドに出店している。
また、本社のある北海道、1号店を開いた茨城のある関東地方が出店の中心地域となっており、そこから東日本全体と西日本に点在、九州地方に数店舗の展開となっている（西日本方面へ店舗拡大傾向であり、また東日本でも新規出店を続けている）。

### 業態
- ラーメン山岡家
- 煮干しラーメン山岡家
- 極煮干し本舗
- 味噌ラーメン山岡家
- 餃子の山岡家
- コメダ珈琲店 - つくば店（茨城県）をフランチャイジーとして運営

### 大阪王将のフランチャイズ展開（撤退）

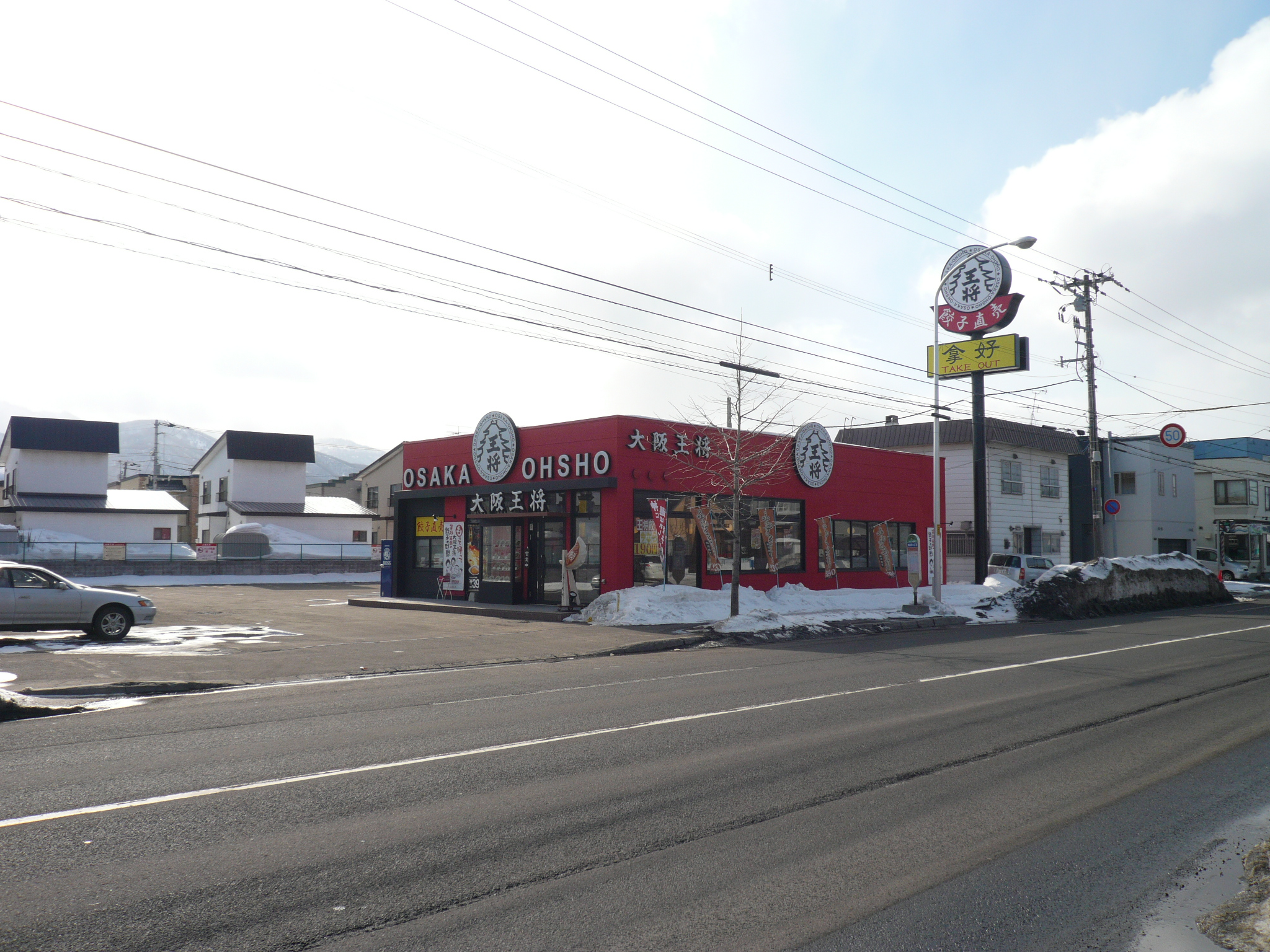
FC経営をしていた大阪王将手稲店（2012年3月）

2010年（平成22年）9月、中華料理チェーン「大阪王将」を運営するイートアンドとエリアフランチャイズ契約を締結、2011年（平成23年）3月29日に1号店をオープン。その後札幌市内で大阪王将を5店舗運営していたが、札幌発祥の餃子・カレーショップチェーン「みよしの」（テンフードサービス）や、2011年（平成23年）12月に北海道に進出した中華料理チェーン「餃子の王将」（王将フードサービス）と競合し、2013年（平成25年）8月、エリアフランチャイズ契約から3年足らずで5店舗のうち2店舗を閉店、残りの3店舗をイートアンドに譲渡した。

## 特長
赤色の看板が目印、カウンターも赤色で統一されている。
営業形態は、24時間営業を基本としている（一部店舗を除く）。2023年現在郊外での出店が目立つ。また、長距離ドライバーなどの利用も考慮した広さの駐車場が確保されていたり、一部ではシャワーを併設したりしている店舗も存在する。
メニューの注文は、自動券売機で食券を購入する方式を採用し、水はセルフサービスである。
屋号に「家」とつき、具材や盛付の構成等も近しいが、いわゆる「家系ラーメン」ではない。
麺やスープを好みに合わせてカスタマイズでき、麺の硬さを「硬め、普通、柔らかめ」から、油の量を「多め、普通、少なめ」から、味の濃さを「濃いめ、普通、少なめ」から選べる。
新規出店には社長によるスープの味の認定が必要であり、出店後も不定期でスープ講習会が開催される。また、セントラルキッチン方式を用いず、チャーシューやネギ、麺は店内で賄っている。

## メニュー

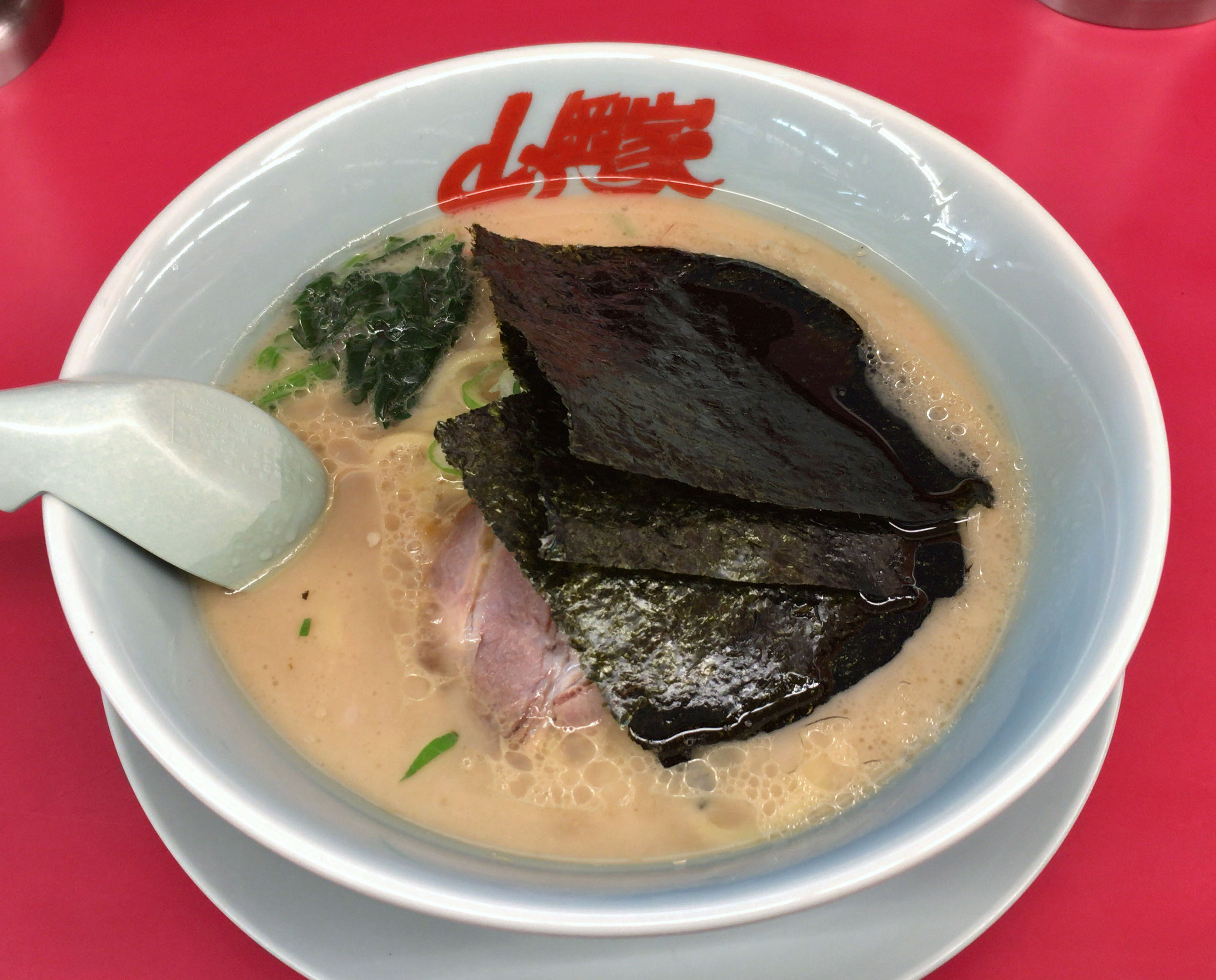
醤油ラーメン

4日間寸胴で煮出した豚骨ベースのスープ、麺はストレートの太麺。具に叉焼・葱・ほうれん草・海苔（3枚）が添えられている。
基本的な麺類のメニューはラーメンとつけ麺。開業当初は醤油味のみのラーメンの提供であったが、その後「塩」・「味噌」・「特製味噌」・「辛味噌」・「プレミアム塩とんこつ（元々は期間限定メニューであったが、後にレギュラー化）」と味のバリエーションが増えた。
サイドメニューはトッピング類の他、ライス、特製ギョーザ、チャーシュー丼3種、卵かけご飯、チャーハンがある。
また、朝メニューとセットメニューも存在し、朝メニューは朝5時から朝11時まで、セットメニューは平日限定で、昼11時から昼14時まで提供。土曜日、日曜日、祝日の昼11時から昼14時の間では餃子と白米のセットを単品合算価格より安価で提供している。
その他、酒類・ウーロン茶・キッズメニュー・地域限定商品・各味乾麺、冷凍餃子（両方とも山岡家オリジナル）・約2か月間ずつ行われる期間限定メニュー（内容はその前に都度発表される）の提供がある。

## ギャラリー

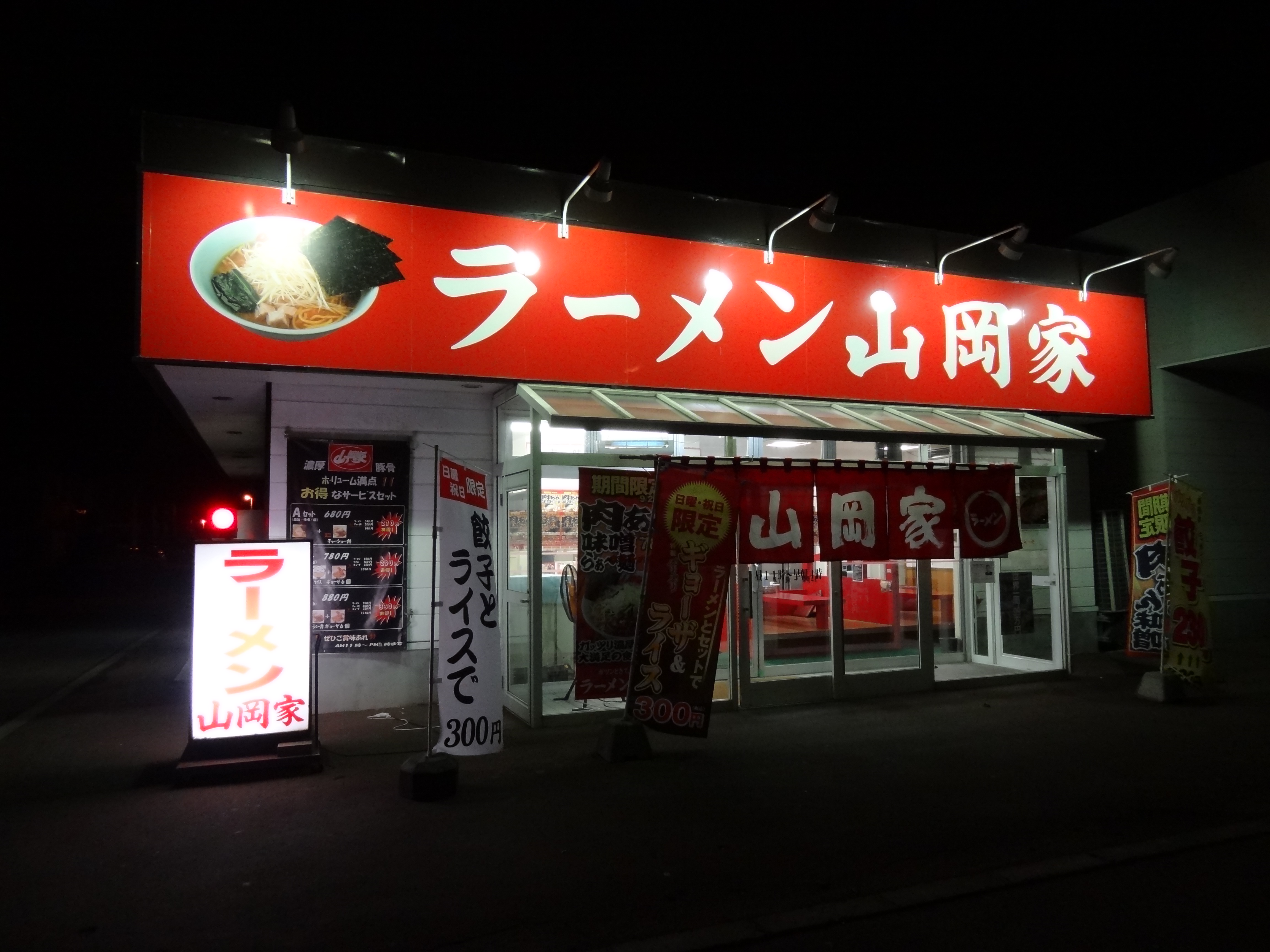
山岡家樽川店（北海道石狩市）
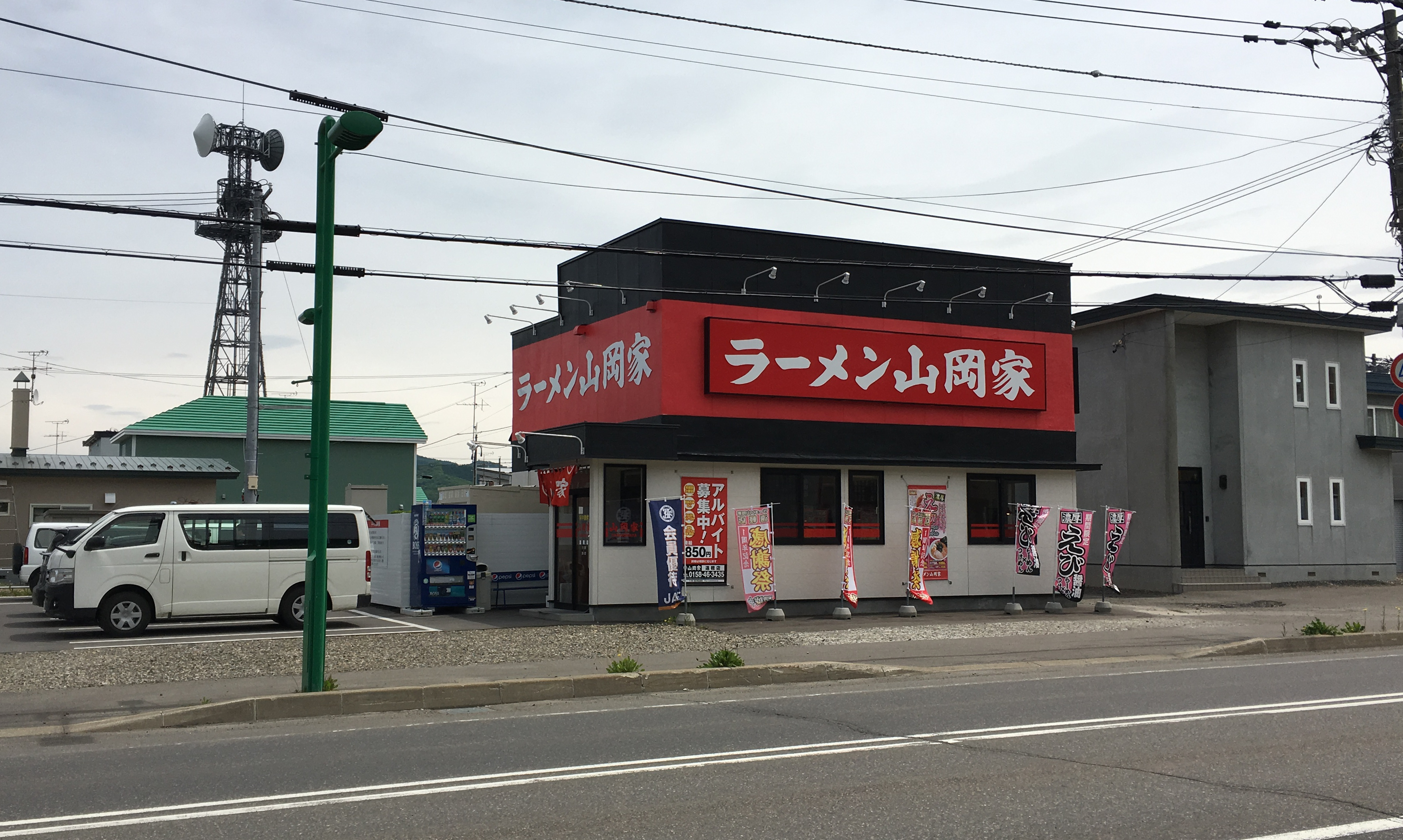
山岡家遠軽店（2016年6月）
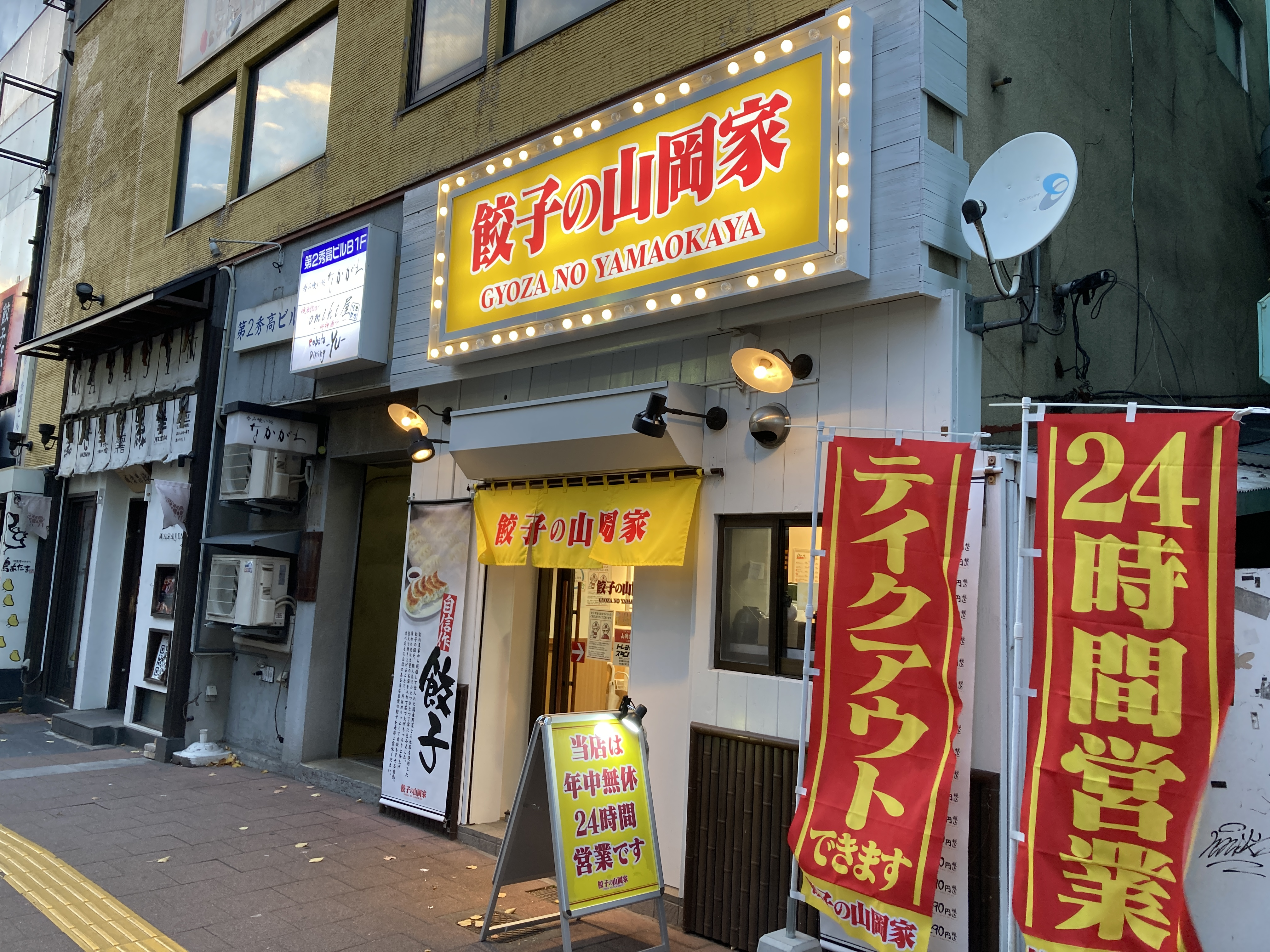
餃子の山岡家すすきの店（2022年10月）